# Шишков, Александр Семёнович
Алекса́ндр Семёнович Шишко́в (9 [20] марта 1754, Москва — 9 [21] апреля 1841, Санкт-Петербург) — русский писатель
, литературовед, филолог-любитель, мемуарист, военный и государственный деятель, адмирал (1824). Государственный секретарь и министр народного просвещения. Один из ведущих российских идеологов времён Отечественной войны 1812 года, известный консерватор, инициатор издания охранительного цензурного устава 1826 года. Президент литературной Академии Российской.

## Биография

### Детство
А. С. Шишков родился в семье инженера-поручика Семёна Никифоровича Шишкова и его супруги Прасковьи Николаевны. Кроме Александра в семье было ещё четверо сыновей. (По сведениям М. Г. Альтшуллера у Шишкова было три брата: Николай, Ардалион и Дмитрий.) Его род вёл своё начало от Микулы Васильевича по прозвищу Шишко или Шишка, правнука Юрия Лозинича, прибывшего в 1425 году на службу к великому князю тверскому Ивану Михайловичу из западнорусских земель. Шишковы были мелкопоместными землевладельцами, владея небольшой деревней неподалёку от города Кашина. К 1780 году за семейством Шишковых было записано 15 душ крестьян мужского пола в Кашинском уезде. К 1780 году за С. Н. Шишковым согласно кашинским писцовым книгам в Пудицком стане было записано 8 деревень и 370 душ обоего пола. Усадьба располагалась в сельце Селиваново на левом берегу Малой Пудицы, на правом берегу прямо напротив усадьбы находилась церковь Воскресения при погосте Понизовье, в непосредственной близости от которой находились 7 других деревень: Аксёново, Владышино, Ивакино, Морщихино, Окоёмово, Труфаново и Шиблино. Ныне это Ильинское сельское поселение Кимрского района Тверской области. После С. Н. Шишкова деревнями владел Ардалион Семёнович Шишков. К 1850-м владельцами деревень становятся А. Н. Перхуров и Шуцкая. В это же время частью Окоёмова владел отставной студент Шишков. Есть все основания полагать, что детские годы А. С. Шишков провёл в Севастьянове. Не просто же так он предлагал заменить в русском языке слово горизонт словом окоём.
Сведения о детстве Шишкова скудны, но известно, что он получил домашнее образование и был воспитан в духе русской патриархальности, а его мировоззрение сложилось под влиянием чтения православной литературы. Такое воспитание было характерно для лиц его круга в ту эпоху.
В них развивались религиозное чувство и мысль под влиянием чтения церковных книг, священной истории и Четьи Минеи, а с этим вместе и ухо роднилось с церковным языком; развивалась и любовь к природе под влиянием близких отношений к ней, развивалась любовь к человеку под впечатлениями любящей родной семьи, развивалась любовь к родине под впечатлением рассказов о славных и громких прошедших временах Петра, под впечатлением народных песен, а, может быть, и звучных од Ломоносова и других стихотворцев.

### Служба на флоте
Получив домашнюю подготовку, Шишков поступил 17 сентября 1766 года в Морской кадетский корпус, где директором был его свойственник И. Л. Голенищев-Кутузов. В 1769 году Шишков был произведён в гардемарины и с того же года стал ходить в учебные плавания. В 1771 году был вместе с товарищами отправлен в Архангельск, откуда совершил неудачное плавание в Петербург. Корабль потерпел крушение у острова Борнхольм. Спасшиеся моряки некоторое время жили в Швеции, пока не нашлась возможность вернуться в Россию.
8 марта 1772 года Шишков был произведён в мичманы. Окончив Морской кадетский корпус, он получил предложение остаться в нём в качестве преподавателя, благодаря чему его служба два следующих десятилетия была разделена между плаванием по морям в качестве сначала офицера, а потом командира боевых кораблей и педагогической деятельностью в Морском корпусе.

#### Средиземноморский поход (1776—1779)
В 1776 году Шишков был назначен на фрегат «Северный орёл», который сопровождал в плавании с Балтийского на Чёрное море вокруг Европы три других фрегата («Павел», «Григорий» и «Наталья»), замаскированные под купеческие корабли и шедшие под торговым флагом. Отряд вышел из Кронштадта 15 июня 1776 года и 11 ноября прибыл в Эгейское море. Здесь эскортируемые корабли в течение года дожидались результатов переговоров о пропуске судов через проливы в Чёрное море (пропущены они так и не были и вернулись на Балтику), а «Северный орёл» в это время базировался в Мессине. В 1777 году Шишков на купеческом судне прибыл в Азов с секретными бумагами, затем сухопутным путём вернулся в Кронштадт. В 1778—1779 годах он вновь совершил путешествие с дипломатическими бумагами в Неаполь и обратно в Россию.
Во время длительного похода и выполнения секретных поручений Шишков познакомился с положением в Италии, Греции и Турции. Одно из этих путевых впечатлений было первым импульсом враждебного отношения к французам, которое впоследствии окрасило почти всю литературную деятельность Шишкова — он увидел, как несколько новейших греческих часовен были обезображены надписями безбожных французов, при том, что даже турки не обезобразили этих часовен.
Эти впечатления отразились в целом ряде писем, изданных в конце 1890-х гг.

#### Служба в Морском кадетском корпусе
По возвращении на Балтику Шишков был произведён 21 апреля 1777 года в лейтенанты и вновь назначен в Морской кадетский корпус для преподавания гардемаринам морской тактики. В это время он начинает работать над переводом с французского книги Ш. Ромма «Морское искусство, или Главные начала и правила, научающие искусству строения, вооружения, правления и вождения кораблей», а также составляет «Треязычный морской словарь на Английском, Французском и Российском языках в трёх частях», где была собрана специальная морская терминология. Предисловие к словарю стало первой работой Шишкова в области филологии.
В 1780—1781 годах был почётным членом ложи «Нептуна к надежде» в Кронштадте, в которую входили многие видные деятели российского флота.
В 1786 году Шишков командовал 35-пушечным фрегатом «Ярославец», совершившим практические плавания по Балтийскому морю с кадетами и гардемаринами на борту.

#### Участие в русско-шведской войне 1788—1790 годов
Педагогические труды Шишкова были прерваны войной со Швецией. Он был участником Гогландского (июль 1788) и Эландского (июль 1789) сражений. За участие в последнем Шишков был произведён в чин капитана 2-го ранга.
Весной 1790 года Шишков был назначен командиром 38-пушечного гребного фрегата «Святой Николай», спущенного на воду в апреле 1790 года и уже 20 мая того же года вышедшего в составе отряда гребных фрегатов из Кронштадта с тем, чтобы присоединиться к эскадре вице-адмирала А. И. фон Круза, крейсеровавшей у мыса Стирсуден. В составе эскадры А. И. Круза «Николай» под командованием Шишкова участвовал в Красногорском сражении 23—24 мая (3—4 июня) 1790 года против шведской эскадры герцога Зюдерманландского. Сражение закончилось отступлением шведской эскадры вглубь Выборгского залива. Что же касается А. С. Шишкова, то он уже 30 мая 1790 года он сдал командование фрегатом, став флаг-офицером командующего флотом адмирала В. Я. Чичагова.
В качестве флаг-офицера Шишков участвовал в Ревельском и Выборгском сражениях. Отличившись в последнем из них, он был послан 26 июня к императрице Екатерине II с сообщением об успехе, достигнутом над шведами. За такое донесение и отличие в храбрости императрица наградила Шишкова золотой саблей с надписью «За храбрость» и золотой, осыпанной бриллиантами табакеркой.

#### Служба в 1791—1796 годах
После окончания русско-шведской войны Шишков вернулся к научным занятиям по морскому делу и службе в Морском кадетском корпусе. В 1791 году он командовал 64-пушечным кораблём «Ретвизан», взятым в плен у шведов во время Выборгского сражения и введённым в состав российского флота. Под его командованием «Ретвизан» совершил практическое плавание по Финскому заливу. Это была последняя строевая должность Шишкова, впоследствии ему приходилось служить только на суше, в штабах и канцеляриях.
В 1793 году был издан выполненный Шишковым перевод «Морского искусства». Шишков поднёс эту книгу великому князю Павлу Петровичу, занимавшему тогда должность генерал-адмирала, и приобрёл расположение цесаревича. В 796 году Шишков был переведён на Черноморский флот и был назначен правителем канцелярии начальника черноморского флота и портов князя П. А. Зубова. Он согласился принять эту должность только после личного разрешения Павла Петровича, что ещё более укрепило благорасположение последнего.

#### Карьера в правление Павла I
По вступлении на престол император Павел немедленно вернул Шишкова в Петербург и 17 ноября 1796 года произвёл в капитаны 1-го ранга, а позже пожаловал ему 250 душ крестьян в Кашинском уезде; 9 января 1797 года Шишков получил назначение состоять при особе императора в качестве эскадр-майора Его Величества. В этой должности он служил во время морской кампании, организованной Павлом в 1797 году с целью лично проверить в деле Балтийский флот. Шишков находился вместе с императором на борту фрегата «Эммануил» и после похода издал «Журнал кампании 1797 года»; 10 июля 1797 года последовало его производство в капитан-командоры и пожалование званием генерал-адъютанта.
В конце 1797 года Шишков по заданию императора отправляется в заграничную командировку с целью вербовки матросов и офицеров в русский флот, результаты которой были малоудовлетворительны. Несмотря на это, по возвращении в Россию он был произведён 26 октября (6 ноября) 1798 года в контр-адмиралы, с определением в Лесной департамент, и, вместе с тем, в том же году назначен присутствовать в Адмиралтейств-коллегии; 18 февраля 1799 года Шишков был назначен на почётную должность историографа флота, которую он занял ввиду довольно большого количества написанных к тому моменту трудов по истории русского военно-морского искусства. В том же году, 9 мая Шишков стал вице-адмиралом.
Внешне карьера адмирала складывалась удачно. Однако переменчивая натура Павла I делала его успехи неустойчивыми, и Шишкову было суждено пережить опалу. Он был удалён от двора и ушёл в филологические изыскания, отдаваясь деятельности в Российской академии, членом которой он был избран в декабре 1796 года. Но, несмотря на временное охлаждение императора, карьерный рост адмирала продолжался, и в 1800 году он временно исполнял должность вице-президента Адмиралтейств-коллегии.
В правление Павла Шишков был награждён Орденом святой Анны 2-й степени в 1797 году и 1-й степени в 1799 году.

#### Окончание службы по морскому ведомству
Смерть Павла и начало правления Александра I пробудили у Шишкова надежду на перемены. В 1801 году он приветствовал нового императора радостной одой, но вскоре оказалось, что Александр не склонен воспринимать советы адмирала, гораздо более прислушиваясь к кругу своих молодых друзей; 11 марта 1803 года Шишков был назначен членом Лесного департамента Адмиралтейств-коллегии, в 1805 году стал директором вновь образованного Адмиралтейского департамента морского министерства и членом Морского учёного комитета.
В 1802 году морским министром стал адмирал П. В. Чичагов, к которому Шишков относился недоброжелательно и открыто выражал несочувствие многим его идеям. Результатом стал отход Шишкова от активной деятельности в 1807 году.

### Общественная деятельность
В годы опалы Шишков находит себя в творчестве и общественной деятельности. Будучи с 1796 года членом литературной Российской Академии, он посвящает себя лингвистическим трудам. Российская Академия по инициативе Шишкова издаёт с 1805 года «Сочинения и переводы», в которых он помещает свои оригинальные и переводные статьи, свой перевод «Слова о полку Игореве» и обширнейший его разбор.
Но всё это казалось Шишкову недостаточным, и он решается образовать новую академию для подготовки молодых писателей. Один из его младших современников, Жихарев, сообщает об этом следующее:
Шишков очень долго толковал о пользе, какую бы принесли русской словесности собрания, в которые бы допускались и приглашались молодые литераторы для чтения своих произведений, и предлагал Г. Р. Державину назначить вместе с ним попеременно, хотя по одному разу в неделю, литературные вечера, обещая склонить к тому же А. С. Хвостова и сенатора И. С. Захарова, которых дома и образ жизни представляли наиболее к тому удобств.
Так начались в 1807 году частные собрания литераторов партии Шишкова, а в 1810 году эти собрания стали публичными, под именем «Беседы любителей русского слова». Целью «Бесед» было укрепление в русском обществе патриотического чувства при помощи русского языка и словесности. Чтобы влиять на публику, было предпринято издание «Чтений в Беседе любителей русского слова», причём материал для «Чтений» доставлялся главным образом Шишковым.

Насколько это было актуально, можно судить по словам англичанки М. Уилмот, посетившей Санкт-Петербург и Москву в 1805 году: 
Русские переносят вас во Францию, не осознавая нимало, сколь это унизительно для их страны и для них самих; национальная музыка, национальные танцы и отечественный язык — всё это упало, и в употреблении только между крепостными.
В 1811 году в «Беседе» было прочитано «Рассуждение о любви к отечеству» Шишкова, в которой утверждалось:
Воспитание должно быть отечественное, а не чужеземное. Ученый чужестранец может преподать нам, когда нужно, некоторые знания свои в науках, но не может вложить в душу нашу огня народной гордости, огня любви к отечеству, точно так же, как я не могу вложить в него чувствований моих к моей матери… Народное воспитание есть весьма важное дело, требующее великой прозорливости и предусмотрения. Оно не действует в настоящее время, но приготовляет счастие или несчастие предбудущих времен, и призывает на главу нашу или благословение, или клятву потомков.

### Государственная служба
Приближалась тяжёлая година Отечественной войны 1812 года, и император Александр, прочитав «Рассуждение о любви к отечеству», решил снова призвать Шишкова к делам, хотя и не был вообще расположен к нему за его резкие речи и действия в прежнее время. «Я читал рассуждение ваше о любви к отечеству, — сказал Александр I. — Имея таковые чувства, Вы можете быть ему полезны. Кажется, у нас не обойдётся без войны с французами, нужно сделать рекрутский набор; я бы желал, чтобы вы написали о том манифест».

#### Государственный секретарь (1812—1814) и член Государственного совета
Поручение императора о написании манифеста было соединено с назначением Шишкова 9 апреля 1812 года на должность государственного секретаря на место удалённого Сперанского. С этого момента наступает для Шишкова кипучая деятельность: император берёт его с собой в Вильно и, находясь при армии, Шишков пишет все важнейшие приказы и рескрипты. Так, им написаны знаменитые приказ армиям и рескрипт графу Салтыкову о вступлении неприятеля в Россию. Слова из них произвели глубокое впечатление на всю Россию, и те же чувства вызывались дальнейшими распоряжениями, редактированными Шишковым: это были воззвание и манифест о всеобщем ополчении, манифесты и рескрипты по ополчениям, известие об оставлении Москвы русскими войсками. Патриотическое увлечение Шишкова выражалось в гневных обличительных речах против французов, которых он уподоблял даже «слиянию тигра с обезьяной». Когда началось отступление французов, в декабре Шишков последовал за императором в Вильно, где был пожалован орденом Александра Невского, причём в Высочайшем рескрипте было сказано: «за примерную любовь к отечеству». Уговорил Александра I приехать в Москву.
О том периоде деятельности Шишкова остались строки Пушкина:

Сей старец дорог нам: он блещет средь народа,
Священной памятью двенадцатого года.

В 1813 году Шишков сопровождал армию в заграничном походе; 30 августа 1814 года император освободил Шишкова от должности государственного секретаря «по состоянию здоровья». Отставка была предопределена тем, что назначение Шишкова было скорее уступкой общественному мнению в период войны, чем действительным желанием Александра I. Практически вся деятельность Шишкова как государственного секретаря прошла при главной квартире в армии, в результате чего он скорее исполнял роль секретаря императора, чем руководителя Государственной канцелярии.
Одновременно с отставкой с поста госсекретаря Шишков был назначен членом Государственного Совета. В новом качестве Шишков резко проводил свои убеждения консервативно-патриотического характера: он представлял план нового устройства цензуры, критиковал составленный М. М. Сперанским проект Гражданского уложения, защищал крепостное право; 8 февраля 1824 года Шишков был произведён в чин полного адмирала.

#### Министр народного просвещения (1824—1828)
Шишков активно выступал против деятельности учреждённого в 1817 году Министерства духовных дел и народного просвещения во главе с князем А. Н. Голицыным, а также созданного последним Российского библейского общества. Голицын назывался одним из виновников упадка нравственности, «разгула свободомыслия» и антиправославного мистицизма в России: «кажется, как будто все училища превратились в школы разврата, и кто оттуда ни выйдет, тотчас покажет, что он совращён с истинного пути и голова у него набита пустотой, а сердце самолюбием, первым врагом благоразумия». В 1820-е годы стал одним из главных идеологов охранительного движения и партии, которая начала борьбу с Голицыным, и в которую также входили А. А. Аракчеев, митрополит Санкт-Петербургский Серафим (Глаголевский), архимандрит Фотий (Спасский), М. Л. Магницкий и другие.
Им удалось добиться отставки Голицына. 15 (27) мая 1824 года Шишков был назначен на пост министра народного просвещения и главноуправляющего делами иностранных вероисповеданий. Десять дней спустя новый министр представил доклад об искоренении тайной крамолы путём ужесточения цензуры, в целом одобренный Александром. В первом же заседании Главного правления училищ Шишков сказал, что министерство должно прежде всего оберегать юношество от заразы «лжемудрыми умствованиями, ветротленными мечтаниями, пухлой гордостью и пагубным самолюбием, вовлекающим человека в опасное заблуждение думать, что он в юности старик, и через то делающим его в старости юношею». Министр говорил:
Науки, изощряющие ум, не составят без веры и без нравственности благоденствия народного… Сверх того, науки полезны только тогда, когда, как соль, употребляются и преподаются в меру, смотря по состоянию людей и по надобности, какую всякое звание в них имеет. Излишество их, равно как и недостаток, противны истинному просвещению. Обучать грамоте весь народ или несоразмерное числу оного количество людей принесло бы более вреда, чем пользы. Наставлять земледельческого сына в риторике было бы приуготовлять его быть худым и бесполезным или ещё вредным гражданином.

Осенью 1824 года Шишков представил императору несколько записок, обосновывавших необходимость закрытия библейских обществ. Министр возражал против переводов Священного Писания с церковнославянского на современный литературный язык, видя в этом кощунственный перевод сакральных текстов с «языка церкви» на «язык театра». Он смог добиться запрета Христианского катихизиса митрополита Филарета, поскольку тот был написан на литературном, а не на церковнославянском языке. Шишков также доказывал необходимость изъятия из обращения и уничтожения книг, изданных Библейским обществом. Стараниями Шишкова и его единомышленников к концу 1824 года практически прекратили свою работу «Известия» общества, остановился перевод Библии, а в 1825 году было прервано издание Библии на русском языке. 
Окончательно деятельность Библейского общества была ликвидирована в царствование Николая I после событий 14 декабря 1825 года. Шишков был членом Верховного уголовного суда над декабристами и, будучи человеком милосердным, выступил за некоторое смягчение наказаний для них, что, однако, во внимание принято не было.
Последствием восстания декабристов стало также то, что, будучи явно под впечатлением от восстания, Шишков добился принятия 10 июня 1826 года нового Устава о цензуре, который за свою охранительность был прозван в либеральной среде «чугунным». Согласно этому уставу, запрещались все исторические сочинения, если в них оказывалось неблагоприятное расположение к монархическому правлению, запрещались любые попытки прямого или косвенного оправдания каких-либо государственных возмущений, специально оговаривалось запрещение сочинений Руссо, Дидро, Монтескьё, Гельвеция и других французских «просветителей». Авторам вменялось в обязанность выводить «спасительные поучения» из рассказов о революции и обнаруживать благоприятное расположение к монархическому правлению.
Охранительность шишковского устава, направленная прежде всего против распространения революционных и мистических идей, вызвала столь сильное недовольство в либеральных и масонских кругах, что уже в следующем году император согласился на создание комиссии по выработке очередного, более мягкого цензурного устава (Шишкова в комиссию не включили). Новый Устав о цензуре был утверждён 22 апреля 1828 года, а 23 апреля последовала отставка Шишкова с должности министра просвещения — «по преклонности лет и по расстроенному здоровью» (адмиралу было уже 74 года), с сохранением звания члена Государственного Совета и президента Академии Российской; 22 августа 1829 года был отмечен знаком отличия беспорочной службы за LV лет.
Одним из главных плодов шишковского министерства считался Устав гимназий и училищ уездных и приходских, окончательно утверждённый 8 декабря 1828 года. В отличие от либерального Устава 1804 года, в основе нового устава лежала идея сословного образования. Правда, устав был утверждён уже без Шишкова.

### Президент Академии Российской
На эту должность Шишков был назначен в мае 1813 года и занимал её до самой смерти. На этом посту он ратовал за то, чтобы Академия Российская, в противовес Академии наук (где преобладали иностранцы), стала базой для развития отечественных наук и просвещения, центром русской духовности и патриотизма.
Кадровая политика Шишкова в Академии состояла в том, чтобы собрать в неё всех национально мыслящих русских учёных. К чести адмирала, он привёл в Российскую Академию многих людей, с которыми когда-то полемизировал: активных членов кружка «Арзамас», М. М. Сперанского и т. д.
А. С. Шишков уделял большое внимание развитию как российской, так и общеславянской филологии. Шишков одним из первых осуществил попытку организовать кафедры славяноведения при российских университетах, создать Славянскую библиотеку в Петербурге, в которой были бы собраны памятники литературы на всех славянских языках и все книги по славяноведению. При Шишкове академия многое сделала для просвещения провинции.
После смерти Шишкова в 1841 году Российская Академия вошла в состав Императорской Санкт-Петербургской академии наук на правах отделения.

## Творчество
Начало литературных занятий Шишкова относится к концу 1770-х годов. Частично эти занятия были связаны с педагогической службой Шишкова, когда он переводил французскую «Морскую тактику» и составлял трёхъязычный англо-французско-русский морской словарь.
В то же время у Шишкова пробудился самостоятельный интерес к литературе. Начало этому интересу положил выполненный Шишковым перевод французской мелодрамы «Благодеяния приобретают сердца» и немецкой «Детской библиотеки» И. К. Кампе. «Детская библиотека», состоявшая из нравоучительных рассказов для детей, имела большой успех, переиздававшись вплоть до 1830-х годов (то есть на протяжении 50 лет). По ней ещё долго обучали дворянских детей грамоте.

Александр Семеныч Шишков, без сомнения, оказал великую услугу переводом этой книжки, которая, несмотря на устарелость языка и нравоучительных приемов, до сих пор остается лучшею детскою книгою. Она имела много изданий; кажется, первое было сделано в 1792 году.— С. Т. Аксаков. «Детские годы Багрова-внука».
К начальному периоду литературной деятельности Шишкова относится также небольшая самостоятельная пьеса «Невольничество», написанная им в 1780 году для прославления императрицы Екатерины, пожертвовавшей значительную сумму денег для выкупа в Алжире христианских невольников.
Будучи удалён от двора, Шишков вновь перешёл к литературным занятиям, которые приобрели несколько иной характер. Он углубился в изучение церковно-славянского языка, причём руководился господствовавшим в то время этимологическим направлением. В 1800 году Шишков стал почётным членом Императорской академии наук.
После удаления от государственных дел лингвистические занятия превратились для него в орудие своеобразной националистической публицистики. Он был недоволен всякими нововведениями, заботясь, как член Российской Академии, о сохранении чистоты русского языка. Шишков решился выступить против литературных новшеств, а вместе с тем и против источника этих новшеств, против подражания французам.
Литературная деятельность Шишкова сыграла известную роль в создании высокого гражданственного стиля декабристской поэзии (Ф. Н. Глинка, В. К. Кюхельбекер и др.), а его лингвистические идеи оказали некоторое влияние на творчество А. С. Грибоедова и И. А. Крылова.

### «Рассуждение о старом и новом слоге»
В своём знаменитом «Рассуждении о старом и новом слоге российского языка» (СПб., 1803) Шишков пишет:
Какое знание можем мы иметь в природном языке своем, когда дети знатнейших бояр и дворян наших от самых юных ногтей своих находятся на руках у французов, прилепляются к их нравам, научаются презирать свои обычаи, нечувствительно получают весь образ мыслей их и понятий, говорят языком их свободнее, нежели своим, и даже до того заражаются к ним пристрастием, что не токмо в языке своем никогда не упражняются, не токмо не стыдятся не знать оного, но еще многие из них сим постыднейшим из всех невежеством, как бы некоторым украшающим их достоинством, хвастают и величаются. Будучи таким образом воспитываемы, едва силой необходимой наслышки научаются они объясняться тем всенародным языком, который в общих разговорах употребителен; но каким образом могут они почерпнуть искусство и сведение в книжном или ученом языке, столь далеко отстоящем от сего простого мыслей своих сообщения? Для познания богатства, обилия, силы и красоты языка своего нужно читать изданные на оном книги, а наипаче превосходными писателями сочиненные.
Пренебрежительно относясь к церковно-славянскому языку, который, по мнению Шишкова, тождественен с русским, новые писатели целиком переносят французские слова, составляют новые слова и изречения по образцу французских, придают словам, уже прежде существовавшим, новое, не свойственное им значение.
Между тем как мы занимаемся сим юродливым переводом и выдумкой слов и речей, ни мало нам несвойственных, многие коренные и весьма знаменательные российские слова иные пришли совсем в забвение; другие, невзирая на богатство смысла своего, сделались для непривыкших к ним ушей странны и дики; третьи переменили совсем ознаменование и употребляются не в тех смыслах, в каких с начала употреблялись. Итак, с одной стороны в язык наш вводятся нелепые новости, а с другой — истребляются и забываются издревле принятые и многими веками утвержденные понятия: таким-то образом процветает словесность наша и образуется приятность слога, называемая французами élégance!
В то же время в научном отношении сочинение Шишкова было весьма слабо, и для многих современников была ясна несостоятельность нападок Шишкова на новое литературное направление, тем более что в подкрепление этих нападок Шишков выставлял сомнительную мысль о тождестве русского и церковно-славянского языков. Тем не менее, указав в «Прибавлении к рассуждению о старом и новом слоге российского языка» (СПб., 1804) разные промахи карамзинистов Макарова и Мартынова, Шишков издал в 1810 г. рассуждение «О красноречии Св. Писания» и в этом сочинении упорно отстаивал тождество старого и нового языков.
Отколе, — спрашивал он, — родилась неосновательная мысль сия, что славенский и русский язык различны между собой? Ежели мы слово «язык» возьмем в смысле наречия или слога, то, конечно, можем утверждать сию разность; но таковых разностей мы найдем не одну, многие: во всяком веке или полувеке примечаются некоторые перемены в наречиях… Что такое русский язык отдельно от славенского? Мечта, загадка. Не странно ли утверждать существование языка, в котором нет ни одного слова? Между тем, однако ж, невзирая на сию несообразную странность, многие новейшие писатели на сем точно мнимом разделении основывают словесность нашу.
Славенский язык Шишков считает языком книг духовных, а русский — находит в книгах светских; в этом и состоит вся разница двух языков, а поэтому нельзя их так разделять, как это делают новые писатели.
Своё «Рассуждение о старом и новом слоге» Шишков через министра народного просвещения поднёс государю и получил его одобрение.
Труд Шишкова стал основой для формирования литературного направления, представители которого впоследствии были названы архаистами.

### «Славянорусский корнеслов»
Наиболее радикальным лингвистическим произведением Шишкова можно назвать неопубликованный «Славянорусский корнеслов», имеющий недвусмысленный авторский подзаголовок: «Язык наш — древо жизни на земле и отец наречий иных». Как явствует из подзаголовка, книга посвящена обоснованию роли русского языка в качестве мирового праязыка: 
«Иностранным словотолкователям, для отыскания первоначальной мысли в употребляемых ими словах, следует прибегать к нашему языку: в нем ключ к объяснению и разрешению многих сомнений, который тщетно в своих языках искать будут. Мы сами, во многих употребляемых нами словах, почитаемых за иностранные, увидели бы, что они только по окончанию чужеязычные, а по корню наши собственные».
Любопытна гипотеза А. С. Шишкова о происхождении русских слов. Он считает, что все слова произошли от основных первоначальных корней, поэтому главы книги часто носят такие названия: «Дерево слов, стоящее на корне КР, ГР, ХР: крест, корень, скорбь, гордость, грех» или «Дерево слов, стоящее на корне ТР: страсть, труд, страна, прост». При этом, по мнению Шишкова, все слова, происходящие из одного выделенного таким образом корня, объединены близким лексическим значением.
Впоследствии сходные идеи развивал П. А. Лукашевич, итальянский лингвист Альфредо Тромбетти, а в наше время — А. Н. Драгункин, однако гипотеза Шишкова не нашла поддержки у широкого круга представителей лингвистической науки. А. М. Камчатнов пишет, что А. С. Шишков «основывался на чисто внешнем и часто случайном сходстве в звучании слов разных языков».

## Награды
- Золотая шпага с надписью «За храбрость» (27.06.1790)
- Орден Святой Анны 2-й степени (15.07.1797)
- Орден Святой Анны 1-й степени (03.12.1799)
- Орден Святого Александра Невского (25.12.1812)
- Орден Святого Владимира 1-й степени (30.08.1814)
- Бриллиантовые знаки к ордену Святого Александра Невского (22.08.1826)
- Табакерка с алмазами и портретом императора Николая I (14.03.1834)

## Память
В честь А. С. Шишкова названы:
- мыс Шишкова [Томамаэ] (Японское море, Япония, 44°18′ с. ш., 141°38′ в.д, название мысу присвоено в 1805 году И. Ф. Крузенштерном)[15];
- мыс Шишкова [Кейв] (Берингово море, Бристольский залив, 54°47′ с. ш., 164°37′ з. д., название мысу присвоено Ф. П. Литке; позже, в 1890 году, американцами мыс был переименован в мыс Кейв)[15];
- остров Шишкова [Кларенс] в Антарктике (Южные Шетландские острова, 61°15′ ю. ш., 54°06′ з. д., остров открыт в 1821 году экспедицией Беллинсгаузена—Лазарева, тогда же было присвоено название острову)[15].

## Личная жизнь
Первая жена (ок. 1795) — Дарья Алексеевна Шельтинг  (1756—04.09.1825), голландка и лютеранка, из семьи потомственных мореплавателей, дочь контр-адмирала А. Е. Шельтинга. Была дамой очень набожной и не светской.
Из-за плохого знания французского языка и неумения танцевать она не любила общества и редко выезжала в свет. При этом была хорошей и гостеприимной хозяйкой. Дом полностью принадлежал ей, всё делалось под её чётким руководством. Сам же Шишков был «гостем» в своём доме, и жена ухаживала за ним, как за ребёнком. В семейной жизни они были счастливы. Не имея своих детей, супруги воспитывали племянников — Александра и Дмитрия Шишковых. Их Дарья Алексеевна старалась держать в строгости, но тем не менее очень любила и баловала. За заслуги мужа 9 февраля 1816 года была пожалована орденом Святой Екатерины (малого креста). Скончалась в сентябре 1825 года от рака. По словам К. Я. Булгакова, «она долго мучалась и страдала, и была в таком положении, что последнее время нельзя было в комнату войти, где она лежала».
Вторая жена (с 20.10.1826) — Юлия Осиповна Нарбут (09.07.1779—06.06.1849), полька и католичка, дочь лидского хорунжего Иосифа Нарбута и разводная жена вице-президента юстиц-коллегии Игнатия Лобаржевского. В молодости славилась своей красотой, прекрасным голосом и была известна по всей Польше своею ловкостью и дурным поведением. Так, С. Моравский писал, что, прежде чем сделаться женой Шишкова, мадам Лобаржевская «прошла через руки, сердце и карман князя М. И. Кутузова, в то время губернатора Вильно, и нескольких персон в Петербурге». Н. Н. Новосильцев считал её «опасной интриганкой», имеющей большой вес в польской диаспоре. Будучи замужем, в начале 1820-х годов она решила развестись с мужем, указав причину — «несхожесть нрава с супругом», но консистория по этой причине не могла дать развода: у католиков можно было получить развод только тогда, когда согласен муж, а Лобаржевский был против. Тогда Юлия Осиповна прибегла к покровительству Шишкова и стараниями его друга генерала Л. И. Кутузова добилась, чтобы архиепископ Сестрянцевич признал причины развода достойными. Муж её обратился за обжалованием этой позиции в Ватикан. После смерти мужа госпожа Лобаржевская вышла за Шишкова, друзья его были в отчаянии от женитьбы на католичке, митрополит и многие другие старались его отговорить, но всё было тщетно. Николай I позволение на брак дал с милостивой улыбкой и вслед за этим, попросив в свой кабинет государыню, представил её величеству маститого жениха как «будущего молодого». Вопреки ожиданиям, брак их был удачным. Шишков нашёл в жене своей, женщине умной и великосветски образованной, прекрасную хозяйку и преданную подругу. Жили они постоянно в Петербурге, лишь иногда выезжая в Москву лечиться искусственными минеральными водами. Похоронена в Петербурге на Волковском лютеранском кладбище.

## Прочие родственники
Родной племянник — Петр Герасимович Шишков, в 1795—1803 годах Богородицкий предводитель дворянства, зять одного из основателей агрономии и помологии в России А. Т. Болотова, отец деятеля сельского хозяйства, одного из первых сахаропромышленников Н. П. Шишкова (внучатый племянник А. С. Шишкова).

## Адреса в Санкт-Петербурге
- 1822 год — Фурштатская улица, 14;
- 1824 год — Фурштатская улица, 14;
- 1824—1828 — дом Почтового ведомства — Почтамтская улица, 5;
- 1829 — 9 апреля 1841 года — Фурштатская улица, 14.

## Сочинения и переводы А. С. Шишкова
- Шишков А. С. Невольничество: Драма в одном действии. — [СПб.: Тип. Мор. кадет. корпуса, 1780]. — 55 с.
- Кампе И. Г. Детская библиотека. / Пер. с нем. А. С. Шишкова. — СПб.: Иждивением Имп. Акад. наук, 1783—1785.
- Геснер С. Дафнис. / Пер. с нем. А. С. Шишкова. — [СПб.]: Тип. Морск. шляхет. кад. корпуса, 1785. — [8], 168 с.
- Ромм Ш. Морское искусство, или Главные начала и правила научающие искусству строения, вооружения, правления и вождения кораблей. / Пер. с фр. А. С. Шишкова. — [СПб.]: Тип. Мор. шляхет. кадет. корпуса, 1793—1795.
- Шишков А. С. Треязычный морской словарь на английском, французском и российском языках. В трех частях. — [СПб.]: Тип. Мор. шляхет. кадет. корпуса, 1795. — [6], VIII, 84, 169, 41 с.
- Шишков А. С. Список кораблям и прочим судам всего российского флота от начала заведения оного до нынешних времен. — [СПб.]: Тип. Мор. шляхет. кадет. корпуса, 1799.
- Шишков А. С. Рассуждение о старом и новом слоге российского языка. — СПб., 1803. (2-е изд.: СПб., 1817) Текст (вместе с прибавлением) во 2-м т. с/с — М, 1824
- Шишков А. С. Прибавление к сочинению, называемому Рассуждение о старом и новом слоге российского языка. — СПб., 1804.
- Шишков А. С. Разговоры о словесности между двумя лицами Аз и Буки. — СПб., 1811. Текст (вместе с прибавлением) в 3-м т. с/с — М, 1824
- Шишков А. С. Рассуждение о красноречии священного писания и о том, в чём состоит богатство, обилие, красота и сила российского языка и какими средствами оный ещё более распространить, обогатить и усовершенствовать можно. — СПб., 1811. (2-е изд.: СПБ., 1825) Текст
- Шишков А. С. Разсужденіе о любви къ Отечеству. («Чтеніе въ Бесѣдѣ любителей Русскаго слова». Книжка пятая. СПб., 1812)
- Собрание Высочайших манифестов, грамот, указов и прочего 1812—1816 годов. Издал А. С. Шишков. — СПб., 1816.
- Шишков А. С. Собрание сочинений и переводов адмирала Шишкова. Чч. 1—17. — СПб., 1818—1839. (ч.1 pdf, ч.2 pdf, ч.3 pdf, ч.4 pdf, ч.5 pdf, ч.6 pdf, ч.7 pdf, ч.8 pdf, ч.9 pdf, ч.10 pdf, ч.11 pdf, ч.12 pdf, ч.13 pdf, ч.14 pdf, ч.15 pdf, ч.16 pdf)
- Выписка изъ книги «Tableau de la Pologne» par Malte-Brun, о языкѣ Литовскомъ, а особливо о нарѣчіи Самогитскомъ. / Шишковъ А. С. Собранiе сочиненiй и переводовъ. Ч.11. С.Петербургъ: Типографiя Императорской Россiйской Академiи, 1827.- С.1-16
- Шишков А. С. Руководство к сочинению словопроизводственного словаря. — СПб., 1831.
- Шишков А. С. Краткие записки адмирала Шишкова (Журнал кампании 1812 года). — СПб. 1831.
- Шишков А. С. Двенадцать собственноручных писем адмирала Александра Семеновича Шишкова. — СПб., 1841. — 86 с.
- Шишков А. С. Записки адмирала Александра Семеновича Шишкова. — СПб., 1868.; — Москва, 1869 (скачать в pdf).
- Шишков А. С. Записки, мнения и переписка адмирала Шишкова. / Изд. Н. Киселева и Ю. Самарина. Тт. 1—2. — Берлин—Прага, 1870.
- Шишков А. С. Русский путешественник прошлого века за границей. (Собственноручные письма А. С. Шишкова 1776 и 1777 гг.) / Сообщ. И. В. Помяловский // Русская старина, 1897. — Т. 90. — № 5. — С. 409—423; № 6. — С. 619—632; Т. 91. — № 7. — С. 197—224. Архивная копия от 13 июля 2015 на Wayback Machine

### Биографии
- Карпец В. И. Муж отечестволюбивый. — М., 1987.
- Камчатнов А. М. Русский древослов Александра Шишкова. Лингвистическое наследие А. С. Шишкова в научном и культурном контексте эпохи. Нестор-история. СПб., 2018.
- Кутина Л. Л., Файнштейн М. Ш. Александр Семёнович Шишков. 1754—1841. // Русская речь. 1984. № 4. — С. 117—123.
- Михайловский М. Г. Государственный совет Российской империи. Государственные секретари. А. Н. Шишков. (недоступная ссылка)  (недоступная ссылка с 11-05-2013 [4449 дней]) // Вестник Совета Федерации. 2007. № 6. — С. 28-39.
- Стоюнин В. Я. Историческия сочинения. Ч. I. Александр Семенович Шишков. СПб. 1880.
- Филатова-Шишкова В. «Неугомонный русопят». К 160-летию со дня смерти адмирала, министра народного просвещения, писателя и государственного деятеля Александра Семёновича Шишкова. // Наш современник. 2001. № 4.
- Чернета В., Яковлев Б. Предтеча: Адмирал А. С. Шишков — человек, учёный, министр. // Высшее образование в России. 1999. № 3. — С. 137—151, № 4. — С.130-131.

### Общие работы
- Альтшуллер М. Г. Беседа любителей русского слова: У истоков русского славянофильства. — М., 2007. — 448 с. ISBN 978-5-86793-533-7
- Барсуков Н. С. С. Уваров и адмирал Шишков // Русский архив. 1882. № 6. — С. 226—228.
- Гаврилов И. Б. К характеристике философии образования А. С. Шишкова. // Христианское чтение. — 2019. — № 3. — С. 181—203.
- Зорин А. Кормя двуглавого орла… (Литература и государственная идеология в России в последней трети XVIII — первой трети XIX века). — М., 2004. — 416 с. ISBN 5-86793-103-X.
- Кочубинский А. А. Адмирал Шишков и канцлер граф Румянцов. Начальные годы русского славяноведения. — Одесса, 1887—1888.
- Мейлах Б. С. А. С. Шишков и «Беседа любителей русского слова». // История русской литературы. Т. V, ч.1. — М-Л., 1941. — С. 183—197.
- Проскурин О. А. Литературные скандалы пушкинской эпохи. — М., 2000. ISBN 5-900241-47-5.
- Рождественский С. В. Исторический обзор деятельности Министерства народного просвещения 1802—1902. — СПб., 1902.
- Сухомлинов М. И. История Российской академии. Т. 7. — СПб., 1874—1888.
- Сухонин П. С. А. С. Шишков в его литературной деятельности. // Журнал Министерства народного просвещения. 1851. Ч. LXIX, отд. V. — С. 1-44.
- Цензура в царствование Николая I. // Русская старина. 1901. № 7. — С. 151—167; № 8. — С. 395—404.
- Шильдер Н. К. Император Александр I. — СПб., 1899.

### Воспоминания об А. С. Шишкове
- Аксаков С. T. Воспоминание об Александре Семеновиче Шишкове // Собр. соч.: В 5 т. — М., 1966. — Т. 2. С. 258—303.
- Пржецлавский О. А. Александр Семенович Шишков р. 1754 ум. 1841. Воспоминания О. А. Пржецлавского // Русская старина, 1875. — Т. 13. — № 7. — С. 383—402.
- Свербеев Д. Д. Первая и последняя моя встреча с А. С. Шишковым // Русский архив, 1871. — Вып. 1. — Стб. 162—182.

### Статьи в словарях и энциклопедиях
- Бороздин А. К. Шишков, Александр Семенович // Энциклопедический словарь Брокгауза и Ефрона : в 86 т. (82 т. и 4 доп.). — СПб., 1903. — Т. XXXIXa. — С. 611–615.
- Минаков А. Шишков Александр Семенович. // Большая энциклопедия русского народа.
- Михайлова Н. И. Шишков. // Русские писатели: Биобиблиографический словарь. Том 2. — М., 1990.
- Отечественная война 1812 года. Энциклопедия. — М., 2004 — С. 802—803.
- Словарь русских генералов, участников боевых действий против армии Наполеона Бонапарта в 1812—1815 гг. // Российский Архив: История Отечества в свидетельствах и документах XVIII—XX вв.: Альманах. Т. VII — М., 1996. — С. 615—616. Ссылка 1 Ссылка 2
- Шилов Д. Н. Государственные деятели Российской империи. Главы высших и центральных учреждений (1802—1917): Биобиблиографический справочник. — СПб., 2002. — С. 842—846.

## Архивные фонды
- Рукописный отдел Института русской литературы РАН (Пушкинский дом). Ф. 636 «Шишков Александр Семёнович».